# Servantes du Sacré-Cœur
Ne doit pas être confondu avec Servantes du Sacré Cœur de Jésus de Cracovie ou Servantes du Sacré-Cœur de Jésus de Versailles.
Les Servantes du Sacré-Cœur ou  Ancelles du Sacré-Cœur (en latin : Ancillae Cordis Iesu) forment une congrégation religieuse féminine enseignante et adoratrice de droit pontifical.

## Histoire
La congrégation est fondée à Madrid par Raphaelle Porras y Ayllon (1850-1925). Sur le conseil de son directeur spirituel, le P. Antonio Ortiz de Urruela, elle entre au noviciat de la Société de Marie-Réparatrice avec sa sœur Pilar. En 1877 les sœurs Porras et quinze autres religieuses du couvent quittent le noviciat, et avec l'autorisation du cardinal Moreno (archevêque de Tolède et primat d'Espagne), poursuivent la vie commune sous le nom de Ancelles ou  Servantes du Sacré-Cœur en s'inspirant de la spiritualité ignacienne.
L'institut est érigé canoniquement de droit diocésain le 14 avril 1877 ; il obtient son decretum laudis du Saint-Siège en 1886 et il est approuvé définitivement le 29 janvier 1887 par Léon XIII ; ses constitutions sont approuvées le 25 septembre 1894.
La fondatrice est canonisée par le pape Paul VI en 1977, sous le nom de Raphaëlle-Marie du Sacré-Cœur.

## Activité et diffusion
Les Servantes du Sacré-Cœur se dédient particulièrement à l'instruction de la jeunesse, spécialement parmi les plus pauvres et à l'adoration du Saint-Sacrement en esprit d'expiation et de réparation.
Les sœurs sont présentes en :
- Europe : France, Irlande, Italie, Portugal, Royaume-Uni, Espagne.
- Amérique : Argentine, Bolivie, Chili, Colombie, Équateur, Panama, Pérou, États-Unis, Uruguay.
- Asie : Philippines, Japon, Inde.
- Afrique : Cameroun, République Démocratique du Congo, Guinée Équatoriale.

La maison généralice se trouve à Rome. La maison de la province de France se trouve à Paris, avenue Bosquet.
En 2017, la congrégation comptait 1014 sœurs dans 113 maisons.